# Mazères-de-Neste
Pour les articles homonymes, voir Mazères.
Mazères-de-Neste est une commune française située dans l'est du département des Hautes-Pyrénées, en région Occitanie. Sur le plan historique et culturel, la commune est dans la région gasconne de Magnoac, située sur le plateau de Lannemezan, qui reprend une partie de l’ancien Nébouzan, qui possédait plusieurs enclaves au cœur de la province de Comminges et a évolué dans ses frontières jusqu’à plus ou moins disparaitre.
Exposée à un climat océanique altéré, elle est drainée par la Garonne, la Neste, le ruisseau de Nistos, le ruisseau du Lavet de devant et par divers autres petits cours d'eau. La commune possède un patrimoine naturel remarquable : un site Natura 2000 (« Garonne, Ariège, Hers, Salat, Pique et Neste »), un espace protégé (« la Garonne, l'Ariège, l'Hers Vif et le Salat ») et six zones naturelles d'intérêt écologique, faunistique et floristique.
Mazères-de-Neste est une commune rurale qui compte 346 habitants en 2022. Elle est dans l'agglomération de Montréjeau et fait partie de l'aire d'attraction de Saint-Gaudens. Ses habitants sont appelés les Mazériens ou  Mazériennes.

## Géographie

### Localisation
La commune de Mazères-de-Neste se trouve dans le département des Hautes-Pyrénées, en région Occitanie.
Elle se situe à 42 km à vol d'oiseau de Tarbes, préfecture du département, à 32 km de Bagnères-de-Bigorre, sous-préfecture, et à 14 km de Lannemezan, bureau centralisateur du canton de la Vallée de la Barousse dont dépend la commune depuis 2015 pour les élections départementales.
La commune fait en outre partie du bassin de vie de Montréjeau.
Les communes les plus proches sont : 
Aventignan (1,9 km), Gourdan-Polignan (2,4 km), Montréjeau (2,5 km), Tibiran-Jaunac (2,6 km), Cuguron (3,2 km), Lombrès (3,2 km), Saint-Paul (3,3 km), Montégut (3,4 km).
Sur le plan historique et culturel, Mazères-de-Neste fait partie du pays de Comminges, correspondant à l’ancien comté de Comminges, circonscription de la province de Gascogne située sur les départements actuels du Gers, de la Haute-Garonne, des Hautes-Pyrénées et de l'Ariège.
Mazères-de-Neste est limitrophe de six autres communes dont trois dans le département de la Haute-Garonne.
Les communes limitrophes sont  Aventignan, Cuguron, Gourdan-Polignan, Montréjeau, Saint-Paul et Tibiran-Jaunac.
|            | Cuguron (Haute-Garonne) | Montréjeau (Haute-Garonne)       |
| Saint-Paul | Mazères-de-Neste        | Gourdan-Polignan (Haute-Garonne) |
| Aventignan | Tibiran-Jaunac          |                                  |

### Hydrographie

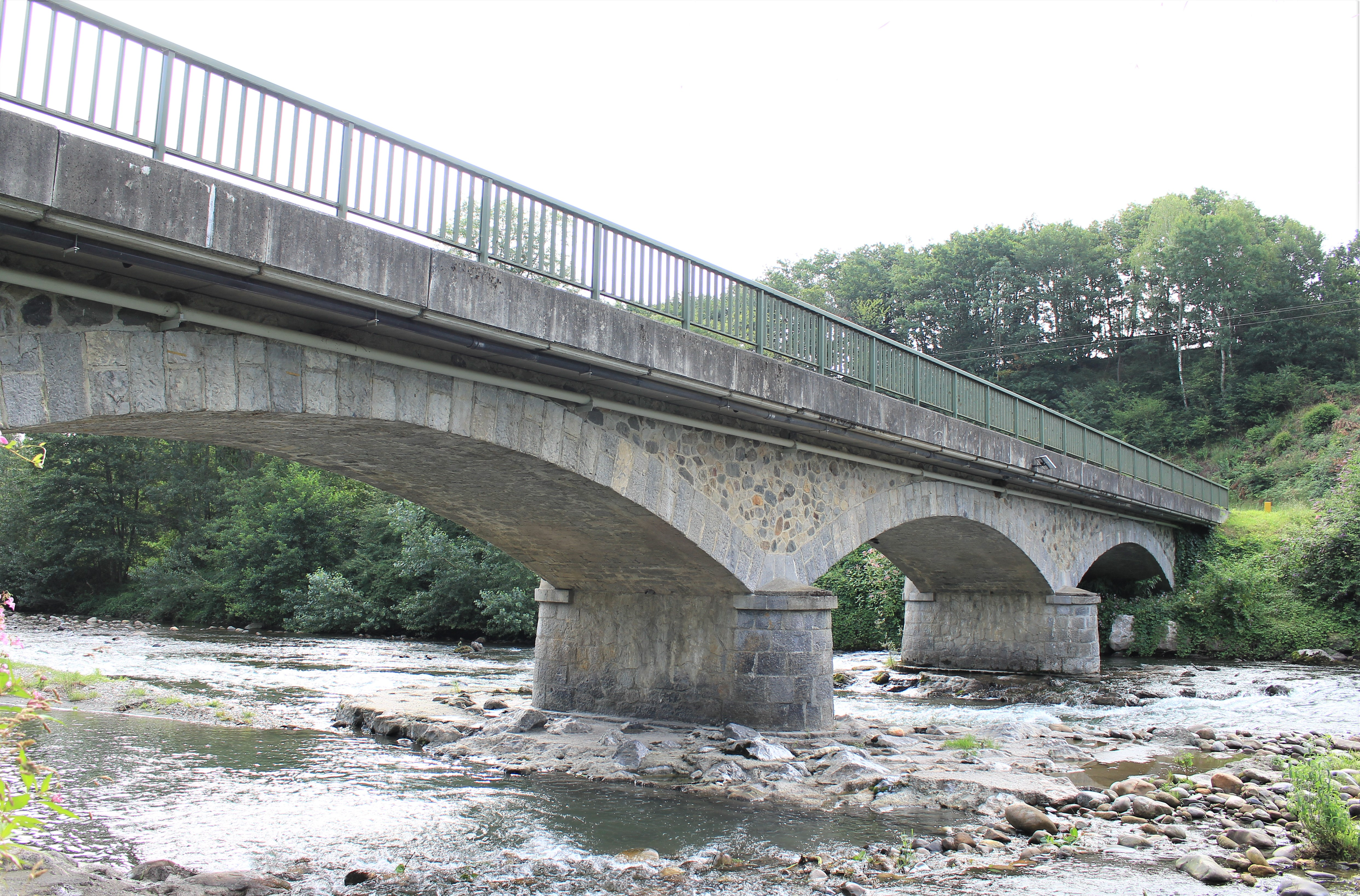
La Neste traversant Mazères-de-Neste.

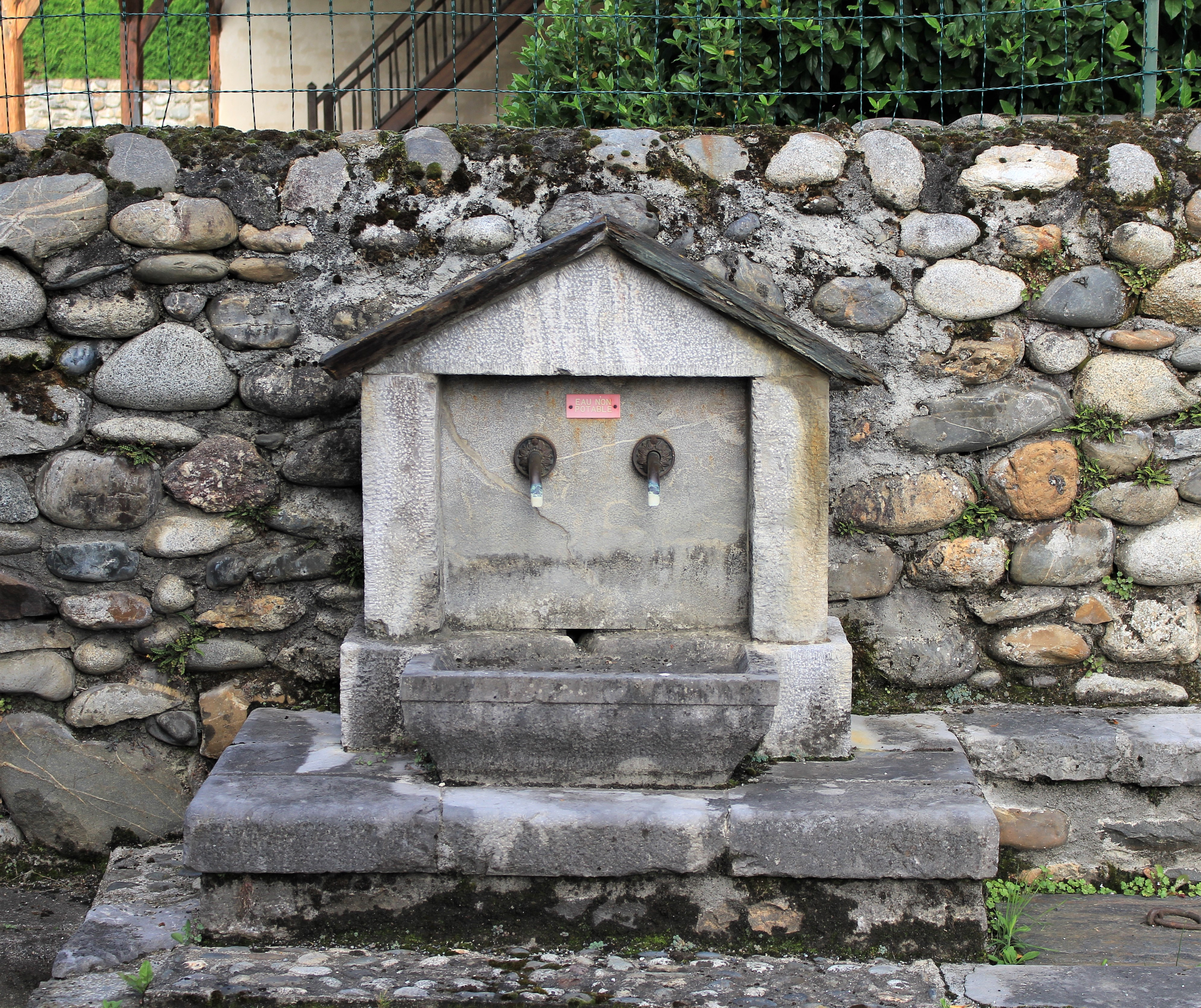
Une fontaine.

Le ruisseau du Lavet de devant traverse  la commune d’ouest en est et forme une partie de la limite nord avec la commune de Cuguron dans le département de la Haute-Garonne.
La Neste traverse la commune d’ouest en est en partie sud du village.
Le ruisseau de la Goute affluent de rive gauche de la Neste, traverse la commune et forme une partie de la limite ouest avec la commune de Saint-Paul.
Le ruisseau des Arnaudes traverse la commune  et forme une partie de la limite nord-est avec la commune de Montréjeau dans le département de la Haute-Garonne.

### Géologie et relief
La superficie de la commune est de 336 hectares ; son altitude varie de 419  à   546 mètres.

### Climat
Le climat est tempéré de type océanique, en raison de l'influence proche de l'océan Atlantique situé à peu près 150 km plus à l'ouest. La proximité des Pyrénées fait que la commune profite d'un effet de foehn, il peut aussi y neiger en hiver, même si cela reste inhabituel.
| Mois                              | jan.  | fév.  | mars  | avril | mai   | juin  | jui.  | août  | sep.  | oct.  | nov.  | déc.  | année   |
| --------------------------------- | ----- | ----- | ----- | ----- | ----- | ----- | ----- | ----- | ----- | ----- | ----- | ----- | ------- |
| Température minimale moyenne (°C) | 1     | 2     | 4     | 6     | 9     | 13    | 15    | 15    | 12    | 9     | 4     | 2     | 7,7     |
| Température moyenne (°C)          | 5,2   | 5,6   | 8,4   | 10,1  | 13,8  | 17,8  | 18,6  | 18,8  | 16,4  | 13,5  | 7,5   | 5,5   | 11,8    |
| Température maximale moyenne (°C) | 10    | 11    | 14    | 15    | 19    | 22    | 25    | 25    | 23    | 19    | 14    | 11    | 17,3    |
| Ensoleillement (h)                | 108,8 | 118,8 | 155,6 | 157,2 | 181,3 | 191,5 | 215,5 | 196,4 | 194,5 | 164,4 | 124,4 | 104,4 | 1 912,8 |
| Précipitations (mm)               | 98,6  | 63,3  | 99    | 108,2 | 137   | 87,1  | 72,6  | 70,5  | 69,5  | 81,9  | 101,4 | 97,4  | 1 086   |

### Milieux naturels et biodiversité

#### Espaces protégés
La protection réglementaire est le mode d’intervention le plus fort pour préserver des espaces naturels remarquables et leur biodiversité associée,.
Dans ce cadre, la commune fait partie.
Un  espace protégé est présent sur la commune : 
« la Garonne, l'Ariège, l'Hers Vif et le Salat », objet d'un arrêté de protection de biotope, d'une superficie de 1 658,7 ha.

#### Réseau Natura 2000

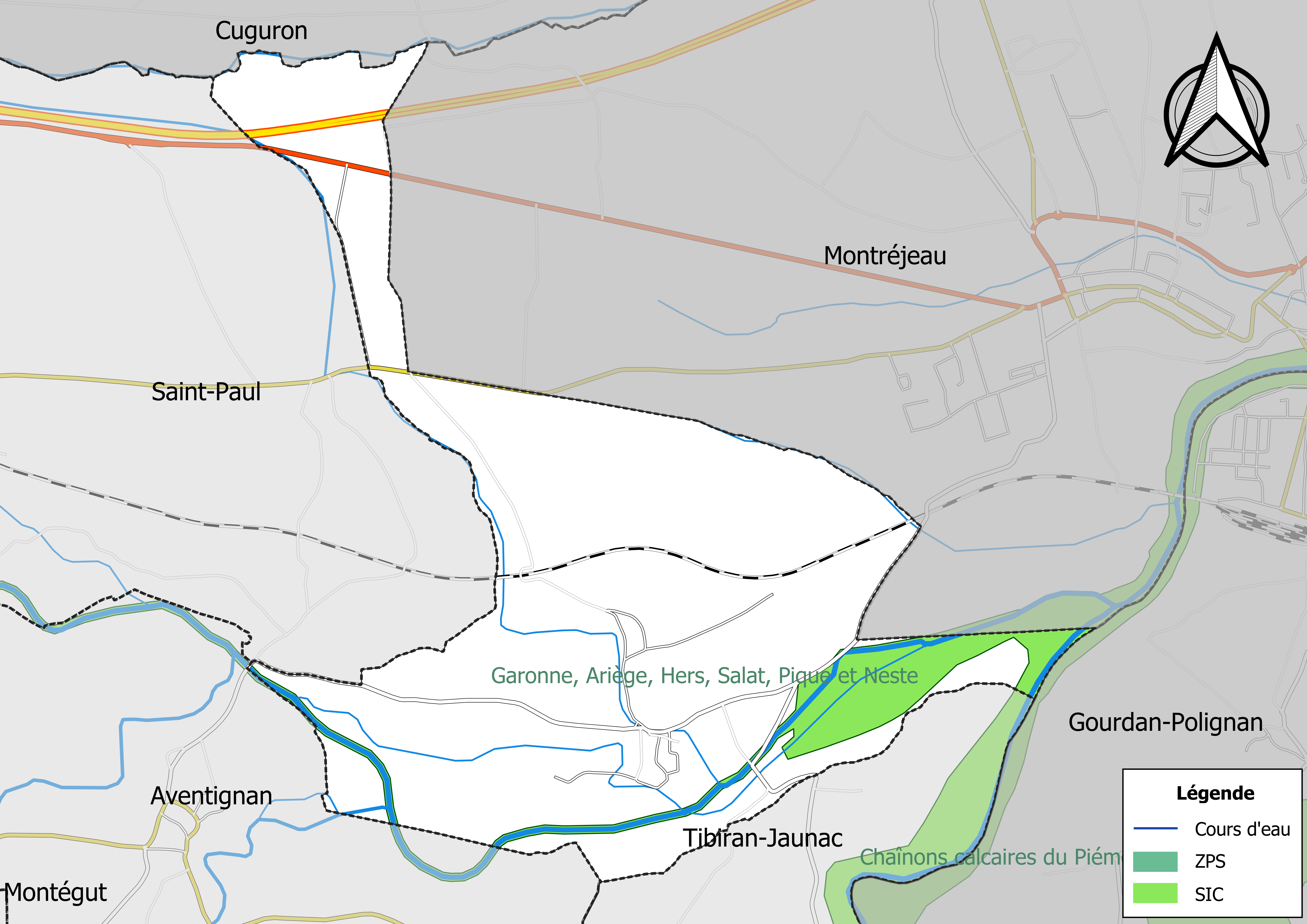
Site Natura 2000 sur le territoire communal.

Le réseau Natura 2000 est un réseau écologique européen de sites naturels d'intérêt écologique élaboré à partir des directives habitats et oiseaux, constitué de zones spéciales de conservation (ZSC) et de zones de protection spéciale (ZPS).
Un site Natura 2000 a été défini sur la commune au titre de la directive habitats : « garonne, Ariège, Hers, Salat, Pique et Neste », d'une superficie de 9 581 ha, un réseau hydrographique pour les poissons migrateurs (zones de frayères actives et potentielles importantes pour le Saumon en particulier qui fait l'objet d'alevinages réguliers et dont des adultes atteignent déjà Foix sur l'Ariège.

#### Zones naturelles d'intérêt écologique, faunistique et floristique
L’inventaire des zones naturelles d'intérêt écologique, faunistique et floristique (ZNIEFF) a pour objectif de réaliser une couverture des zones les plus intéressantes sur le plan écologique, essentiellement dans la perspective d’améliorer la connaissance du patrimoine naturel national et de fournir aux différents décideurs un outil d’aide à la prise en compte de l’environnement dans l’aménagement du territoire.
Quatre ZNIEFF de type 1 sont recensées sur la commune :
- « la Garonne de la frontière franco-espagnole jusqu'à Montréjeau » (469 ha), couvrant 38 communes dont 28 dans la Haute-Garonne et dix dans les Hautes-Pyrénées[16] ;
- la « Neste moyenne et aval » (283 ha), couvrant 25 communes dont une dans la Haute-Garonne et 24 dans les Hautes-Pyrénées[17] ;
- le « réseau hydrographique du Nistos » (79 ha), couvrant 14 communes du département[18] ;
- les « tourbières, boisements riverains et bocage humide du Lavet » (873 ha), couvrant 9 communes dont six dans la Haute-Garonne et trois dans les Hautes-Pyrénées[19] ;

et deux ZNIEFF de type 2, : 
- l'« Amont des bassins de la Louge, de la Save, du Lavet et de la Noue et landes orientales du Lannemezan » (5 833 ha), couvrant 18 communes dont 14 dans la Haute-Garonne et quatre dans les Hautes-Pyrénées[20] ;
- les « Garonne amont, Pique et Neste » (1 788 ha), couvrant 112 communes dont 42 dans la Haute-Garonne et 70 dans les Hautes-Pyrénées[21].

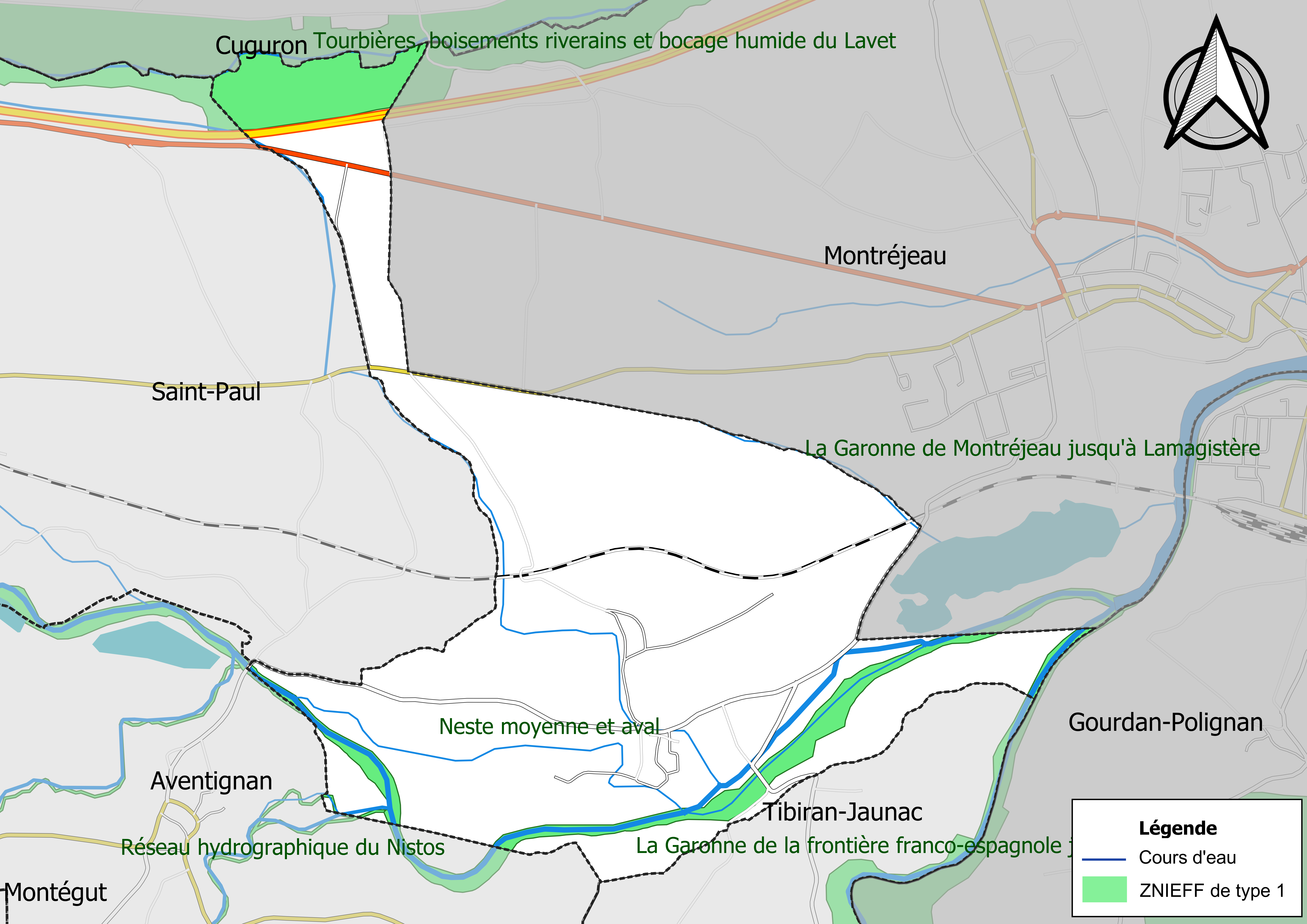
Carte des ZNIEFF de type 1 sur la commune.
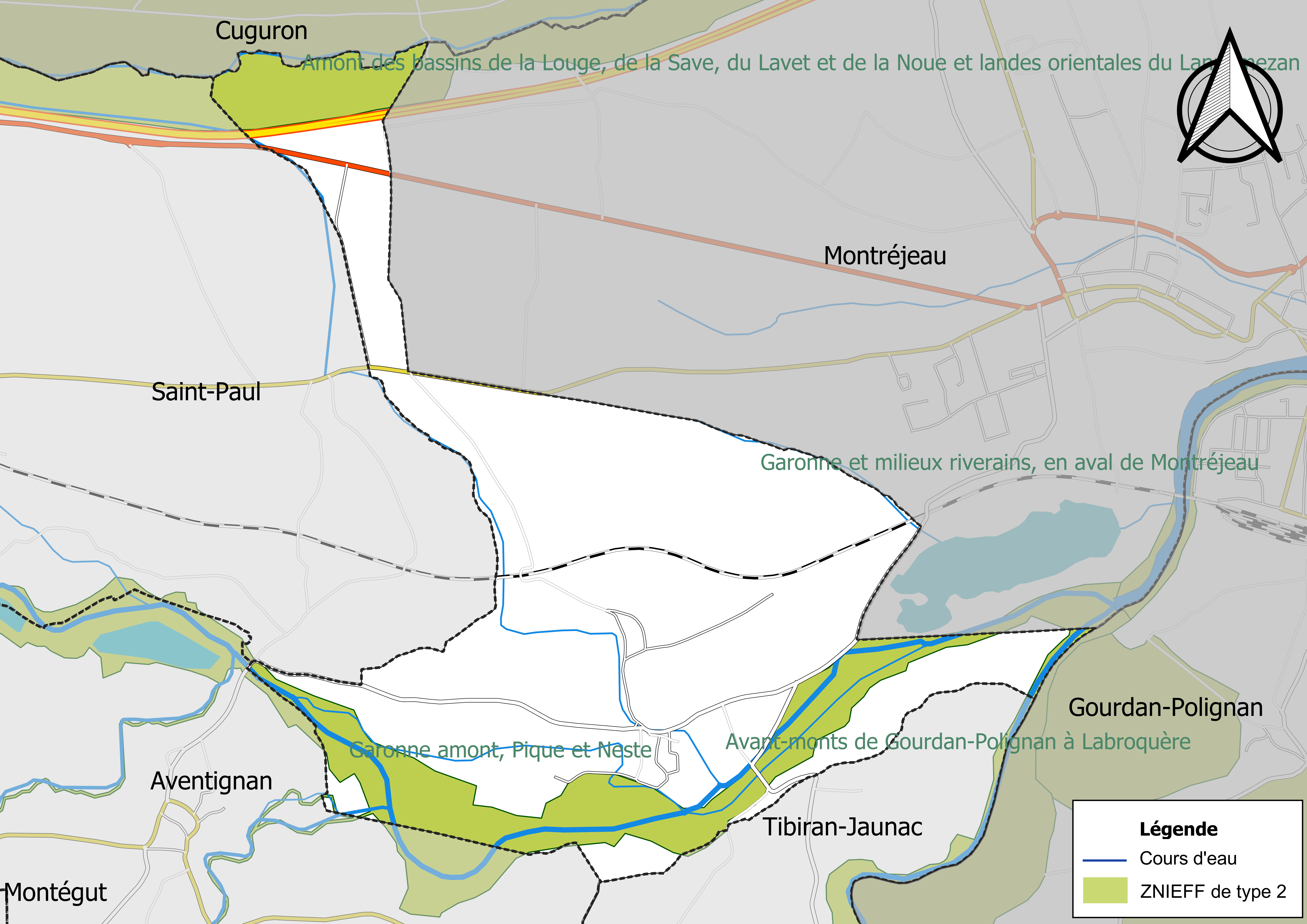
Carte des ZNIEFF de type 2 sur la commune.

## Urbanisme

### Typologie
Au 1er janvier 2024, Mazères-de-Neste est catégorisée commune rurale à habitat dispersé, selon la nouvelle grille communale de densité à sept niveaux définie par l'Insee en 2022.
Elle appartient à l'unité urbaine de Montréjeau, une agglomération inter-départementale regroupant cinq  communes, dont elle est une commune de la banlieue,,. Par ailleurs la commune fait partie de l'aire d'attraction de Saint-Gaudens, dont elle est une commune de la couronne,. Cette aire, qui regroupe 85 communes, est catégorisée dans les aires de moins de 50 000 habitants,.

### Occupation des sols
L'occupation des sols de la commune, telle qu'elle ressort de la base de données européenne d’occupation biophysique des sols Corine Land Cover (CLC), est marquée par l'importance des territoires agricoles (77,9 % en 2018), en diminution par rapport à 1990 (82,8 %). La répartition détaillée en 2018 est la suivante : 
prairies (46,2 %), zones agricoles hétérogènes (31,7 %), forêts (9,5 %), zones urbanisées (7,5 %), espaces verts artificialisés, non agricoles (4,6 %), eaux continentales (0,6 %).
L'IGN met par ailleurs à disposition un outil en ligne permettant de comparer l’évolution dans le temps de l’occupation des sols de la commune (ou de territoires à des échelles différentes). Plusieurs époques sont accessibles sous forme de cartes ou photos aériennes : la carte de Cassini (XVIIIe siècle), la carte d'état-major (1820-1866) et la période actuelle (1950 à aujourd'hui).

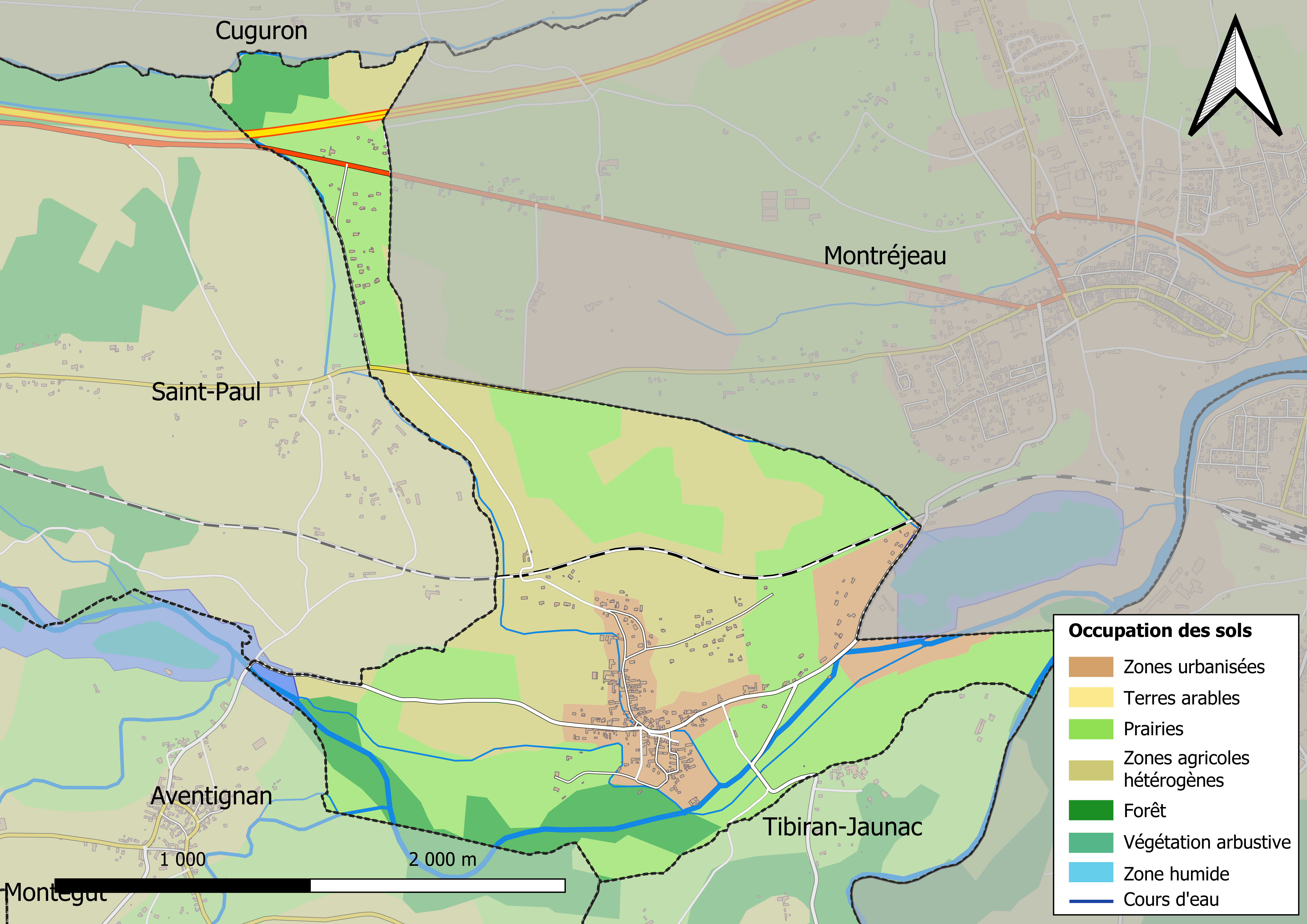
Carte des infrastructures et de l'occupation des sols en 2018 (CLC) de la commune.
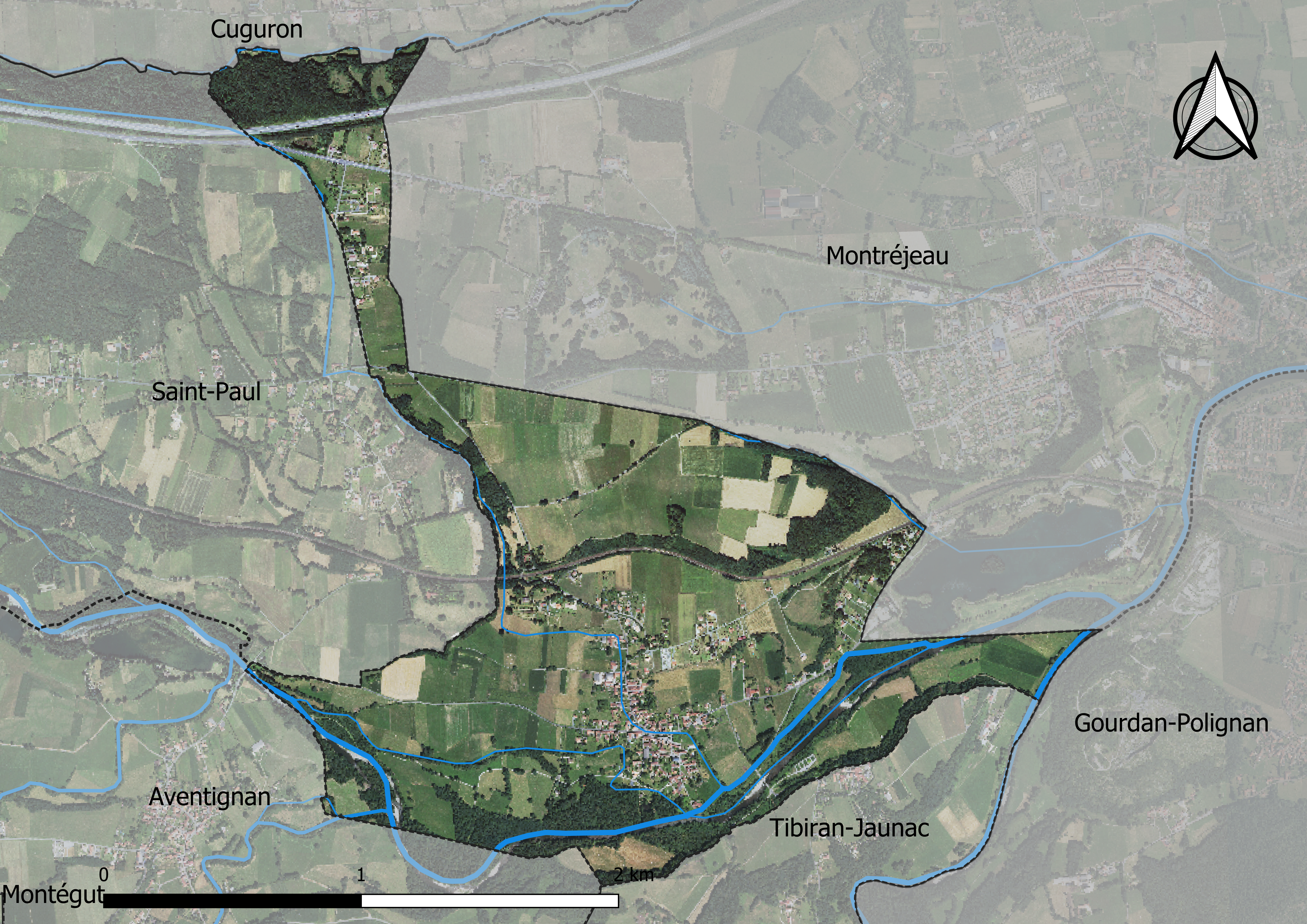
Carte orthophotogrammétrique de la commune.

### Logement
En 2012, le nombre total de logements dans la commune est de 217.

Parmi ces logements, 72,1 % sont des résidences principales, 16,2 % des résidences secondaires et 11,7 % des logements vacants.

### Voies de communication et transports
Cette commune est desservie par les routes départementales D 938 et D 817.

Sélection de vues des passages à niveau de la ligne de Toulouse à Bayonne.
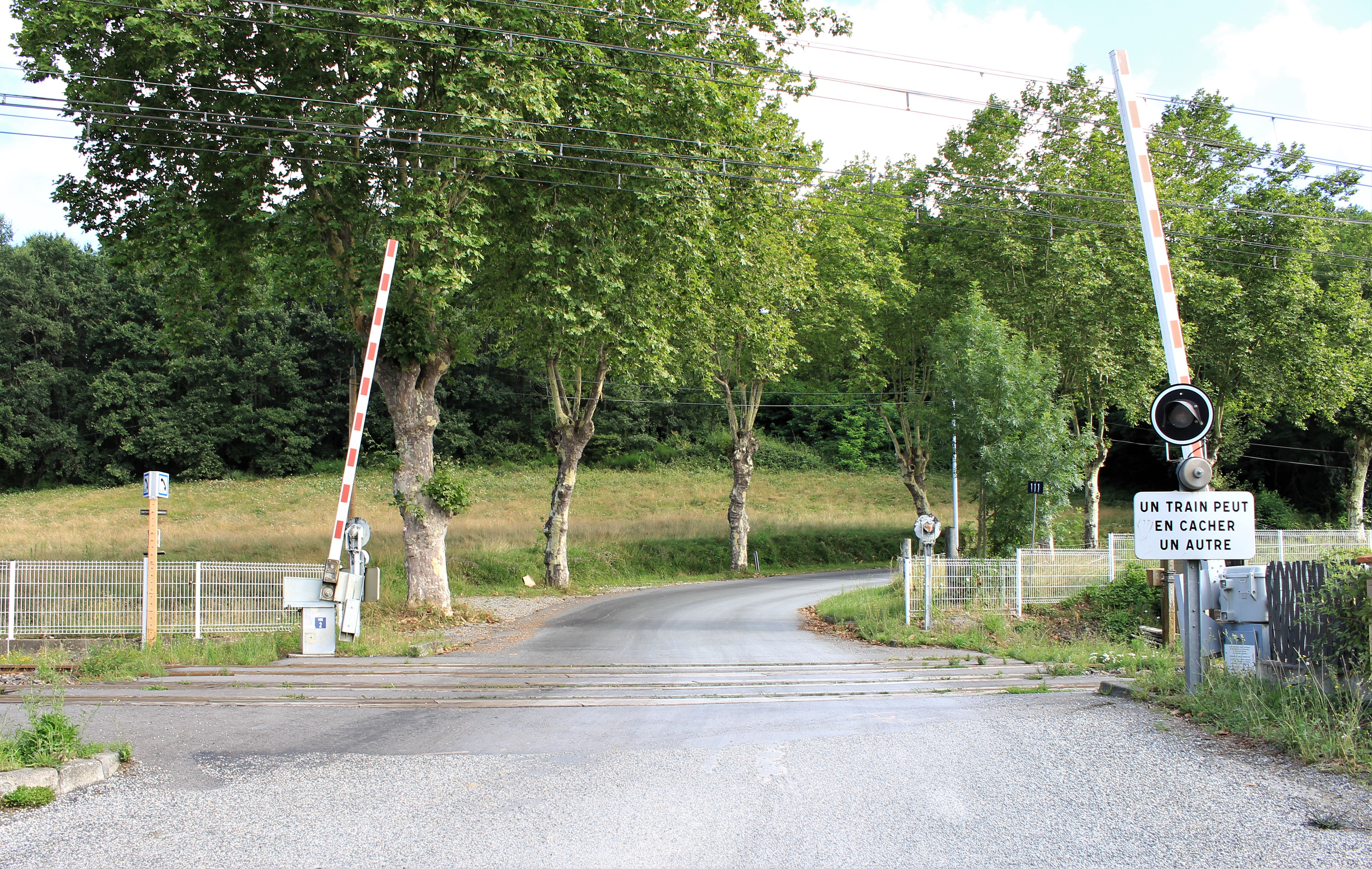
PN 111.
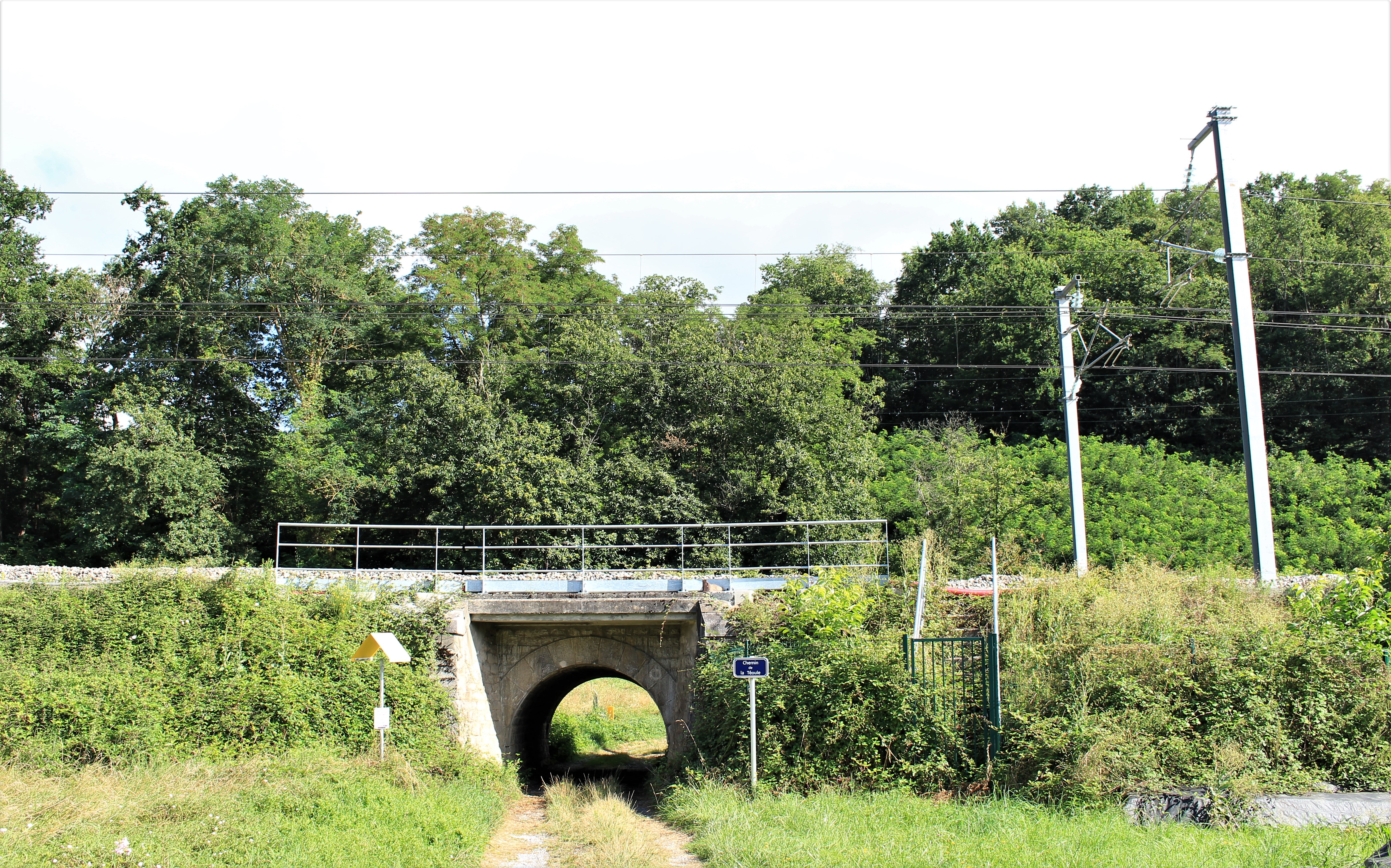
Passage supérieur.

### Risques majeurs
Le territoire de la commune de Mazères-de-Neste est vulnérable à différents aléas naturels : météorologiques (tempête, orage, neige, grand froid, canicule ou sécheresse), inondations, feux de forêts, mouvements de terrains et séisme (sismicité modérée). Il est également exposé à deux risques technologiques,  le transport de matières dangereuses et la rupture d'un barrage. Un site publié par le BRGM permet d'évaluer simplement et rapidement les risques d'un bien localisé soit par son adresse soit par le numéro de sa parcelle.

#### Risques naturels
Certaines parties du territoire communal sont susceptibles d’être affectées par le risque d’inondation par débordement de cours d'eau, notamment la Garonne, le Neste et le ruisseau de Nistos. La cartographie des zones inondables en ex-Midi-Pyrénées réalisée dans le cadre du XIe Contrat de plan État-région, visant à informer les citoyens et les décideurs sur le risque d’inondation, est accessible sur le site de la DREAL Occitanie. La commune a été reconnue en état de catastrophe naturelle au titre des dommages causés par les inondations et coulées de boue survenues en 1982, 1999, 2001, 2009 et 2013,.
Mazères-de-Neste est exposée au risque de feu de forêt. Un plan départemental de protection des forêts contre les incendies a été approuvé par arrêté préfectoral le 21 avril 2020 pour la période 2020-2029. Le précédent couvrait la période 2007-2017. L’emploi du feu est régi par deux types de réglementations. D’abord le code forestier et l’arrêté préfectoral du 27 octobre 2014, qui réglementent l’emploi du feu à moins de 200 m des espaces naturels combustibles sur l’ensemble du département. Ensuite celle établie dans le cadre de la lutte contre la pollution de l’air, qui interdit le brûlage des déchets verts des particuliers. L’écobuage est quant à lui réglementé dans le cadre de commissions locales d’écobuage (CLE)

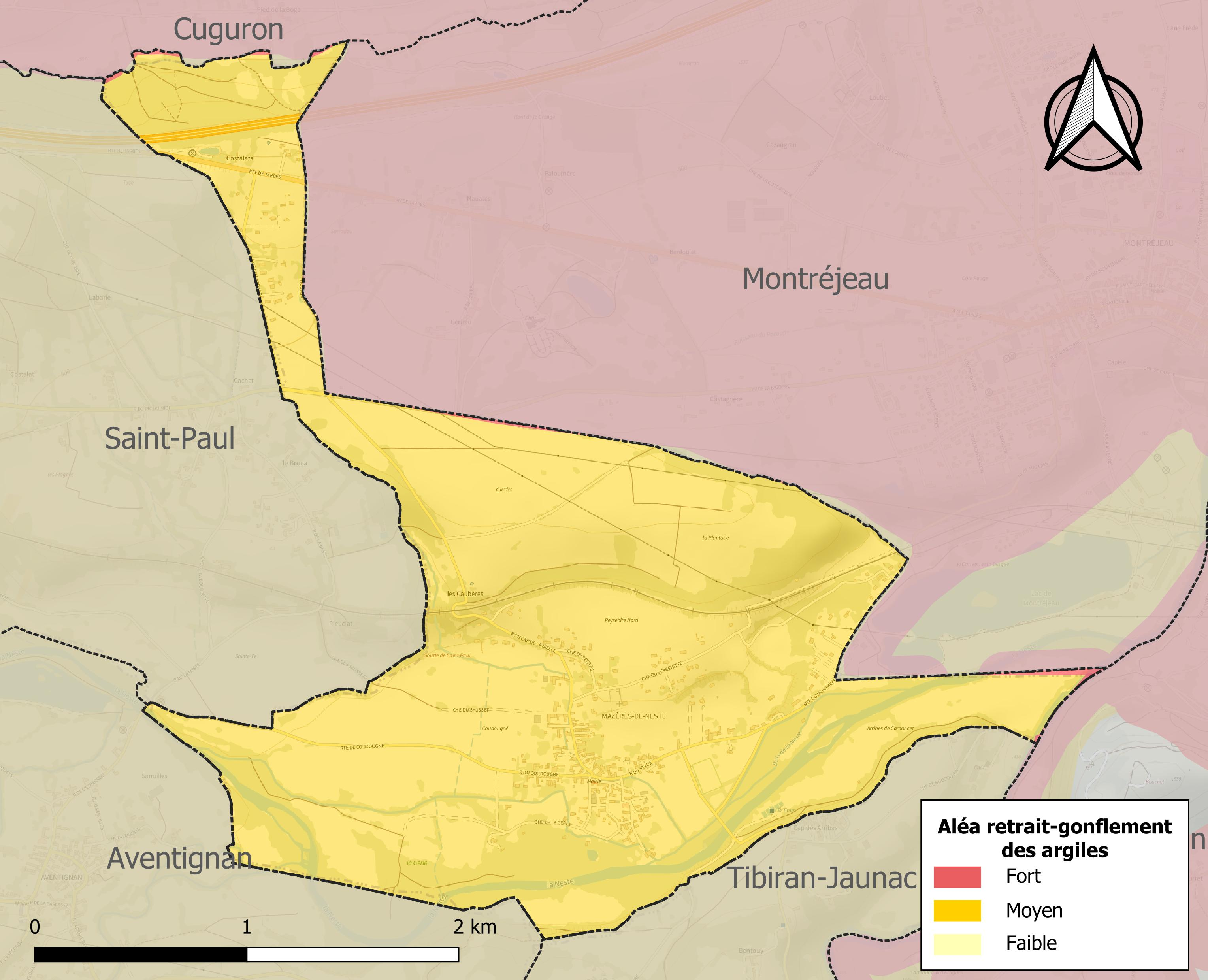
Carte des zones d'aléa retrait-gonflement des sols argileux de Mazères-de-Neste.

Les mouvements de terrains susceptibles de se produire sur la commune sont des tassements différentiels.
Le retrait-gonflement des sols argileux est susceptible d'engendrer des dommages importants aux bâtiments en cas d’alternance de périodes de sécheresse et de pluie. La totalité de la commune est en aléa moyen ou fort (44,5 % au niveau départemental et 48,5 % au niveau national). Sur les 211 bâtiments dénombrés sur la commune en 2019, 211 sont en aléa moyen ou fort, soit 100 %, à comparer aux 75 % au niveau départemental et 54 % au niveau national. Une cartographie de l'exposition du territoire national au retrait gonflement des sols argileux est disponible sur le site du BRGM,.
Par ailleurs, afin de mieux appréhender le risque d’affaissement de terrain, l'inventaire national des cavités souterraines permet de localiser celles situées sur la commune.
Concernant les mouvements de terrains, la commune a été reconnue en état de catastrophe naturelle au titre des dommages causés par la sécheresse en 1989 et par des mouvements de terrain en 1999 et 2013.

#### Risques technologiques
Le risque de transport de matières dangereuses sur la commune est lié à sa traversée par une route à fort trafic, une ligne de chemin de fer et une canalisation de transport d'hydrocarbures. Un accident se produisant sur de telles infrastructures est susceptible d’avoir des effets graves sur les biens, les personnes ou l'environnement, selon la nature du matériau transporté. Des dispositions d’urbanisme peuvent être préconisées en conséquence.
La commune est en outre située en aval d'un barrage de classe A. À ce titre elle est susceptible d’être touchée par l’onde de submersion consécutive à la rupture de cet ouvrage.

## Toponymie

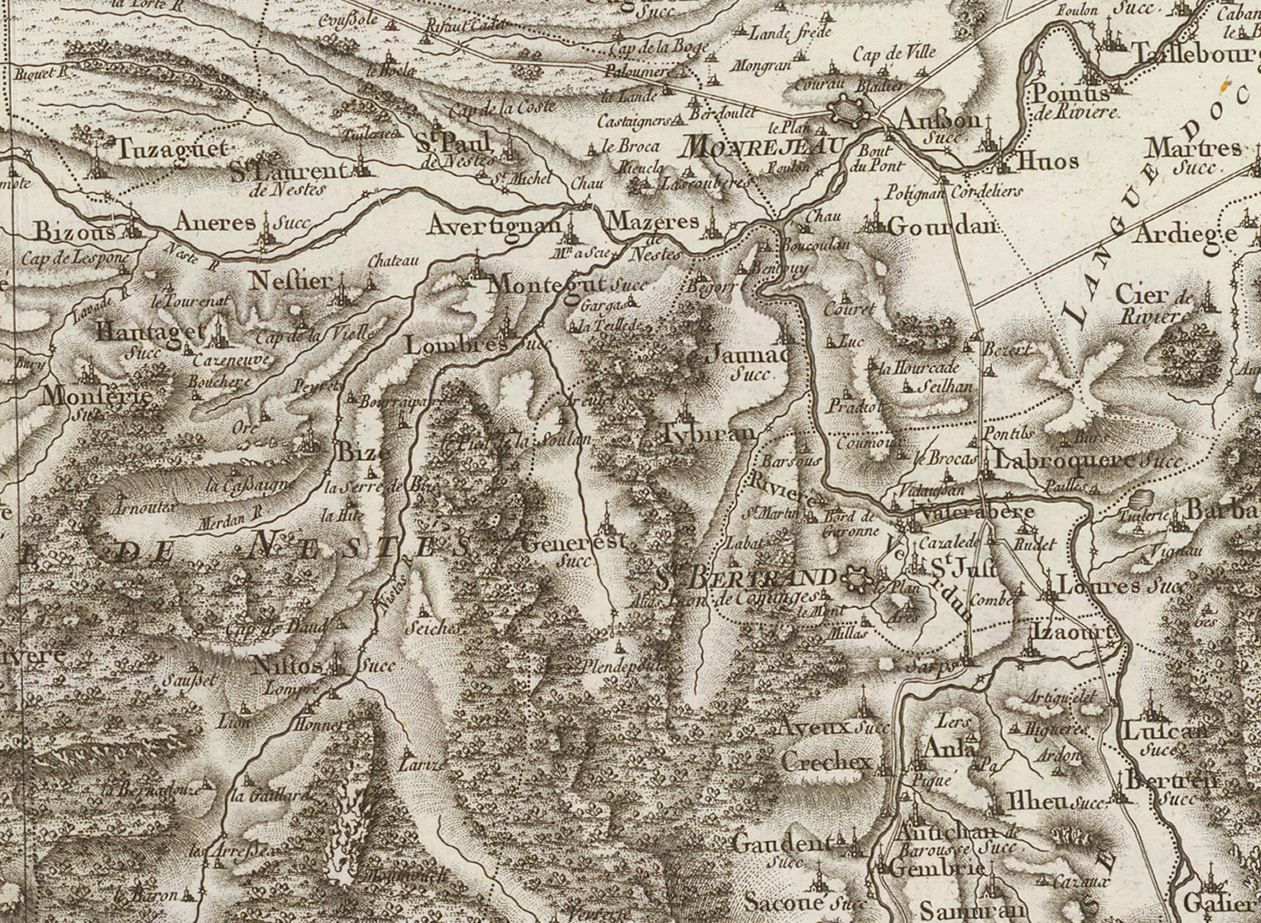
Extrait de la carte de Cassini (entre 1756 et 1789) situant Mazères-de-Neste au sud de Montréjeau

On trouvera les principales informations dans le Dictionnaire toponymique des communes des Hautes-Pyrénées de Michel Grosclaude et Jean-François Le Nail qui rapporte les dénominations historiques du village :
Dénominations historiques :
- De Maseriis, latin (1387, pouillé du Comminges) ;
- Maseres, (1767, Larcher, cartulaire du Comminges) ;
- Mazeres en Nestés, (1776, registres paroissiaux) ;
- Mazeres, (1790, Département 1) ;
- Mazeres de Nestés, (fin XVIIIe siècle, carte de Cassini) ;
- Mazères prend en 1953 le nom de Mazères-de-Neste.

Étymologie : du gascon maseras (du latin macerias, terme désignant un mur de pierres sèches ou des ruines).

Nom occitan : Maseras.

## Histoire

### Époque contemporaine
Durant la guerre de 1939-1945, la commune était un maillon important des réseaux d'évasion vers l'Espagne; de très nombreux aviateurs alliés, résistants et juifs sont passés par Mazères-de-Neste. Parmi eux se trouvaient le Capitaine Charles Chuck Yaeger, de l'US Air Force qui, plus tard, devint très célèbre en tant que pilote d'essai car il a  été le premier aviateur à franchir le mur du son, à bord du Bell X-1, le 14 octobre 1947.
Après guerre, il est revenu plusieurs fois dans la région. Il est notamment  revenu à Mazères-de-Neste le dimanche 20 mai 2018, à l'âge de 95 ans, pour revoir les lieux et les très rares survivants du réseau qui lui a permis de retrouver la liberté et reprendre le combat dès le début de l'été 1944.

### Cadastre napoléonien de Mazères-de-Neste
Le plan cadastral napoléonien de Mazères-de-Neste est consultable sur le site des archives départementales des Hautes-Pyrénées.

## Politique et administration

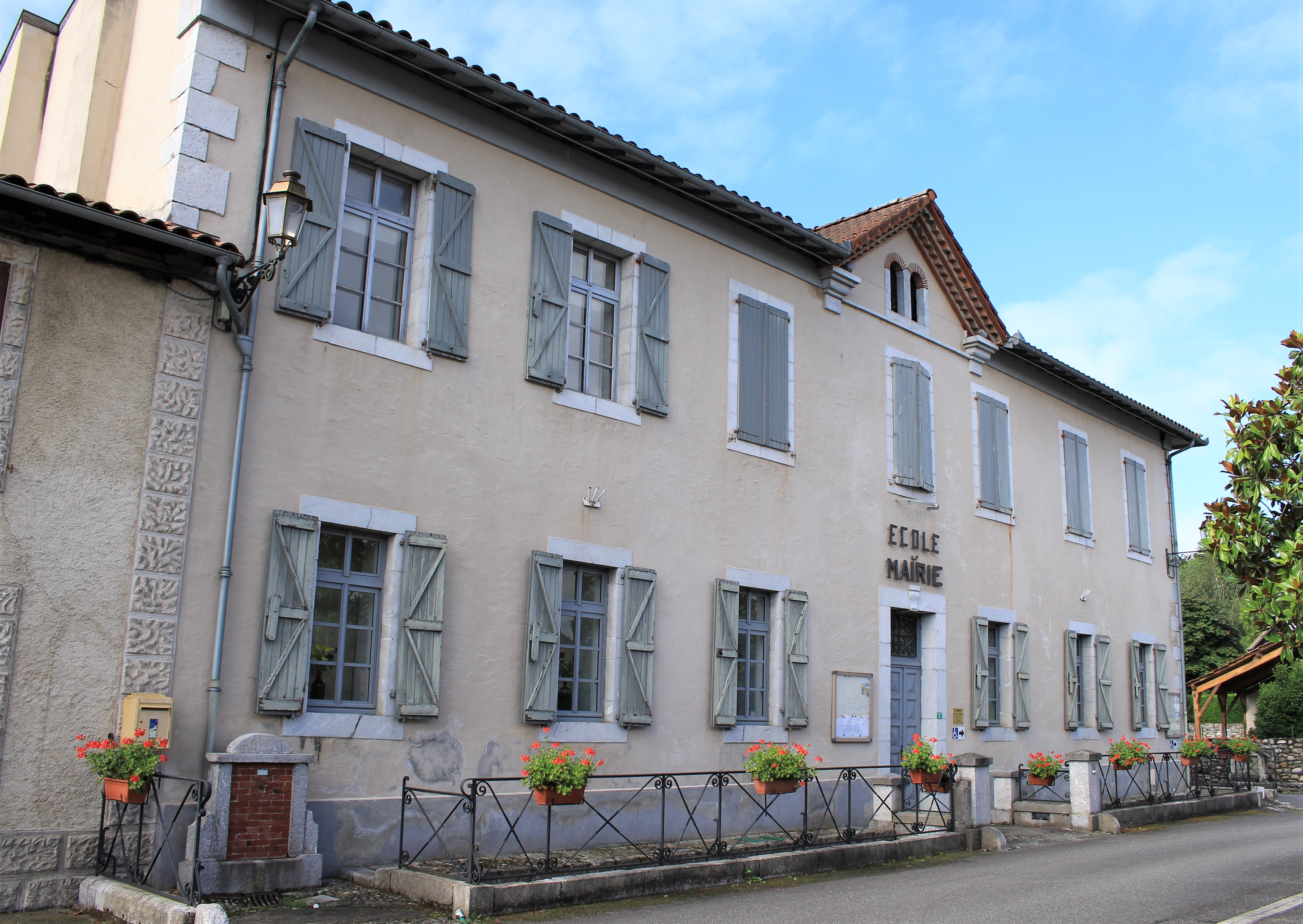
La mairie en 2023.

### Administration municipale
Le nombre d'habitants au recensement de 2011 étant compris entre 100 et 499, le nombre de membres du conseil municipal pour l'élection de 2014 est de onze,.

### Rattachements administratifs et électoraux
Commune faisant partie de l'arrondissement de Bagnères-de-Bigorre de la communauté de communes Neste Barousse (créée en janvier 2017 et qui réunit 43 communes) et du canton de la Vallée de la Barousse (avant le redécoupage départemental de 2014, Mazères-de-Neste faisait partie de l'ex-canton de Saint-Laurent-de-Neste).

#### Historique administratif
Sénéchaussée de Toulouse ou d'Auch, élection de Comminges ou de Rivière-Verdun, canton de Nestier (1790), Saint-Laurent (1870). Mazères prend en 1953 le nom de Mazères-de-Neste.

### Liste des maires
| Période                                  | Période   | Identité       | Étiquette | Qualité |
| ---------------------------------------- | --------- | -------------- | --------- | ------- |
| Les données manquantes sont à compléter. |           |                |           |         |
|                                          |           |                |           |         |
| mars 1995                                | mars 2001 | Romain Artigue |           |         |
| mars 2001                                | En cours  | Joël Buetas    | PS        |         |

## Population et société

### Démographie

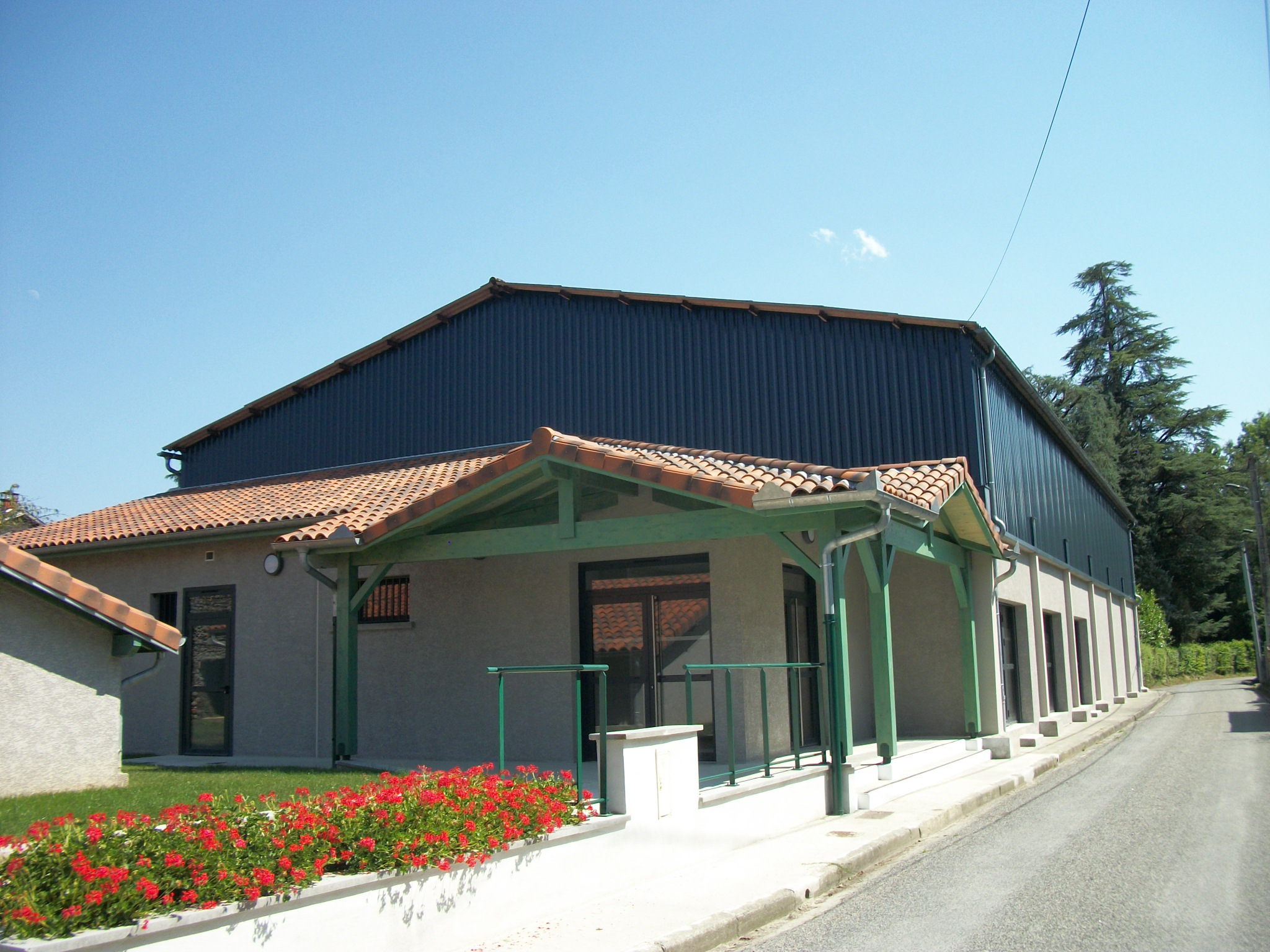
La nouvelle salle des fêtes

L'évolution du nombre d'habitants est connue à travers les recensements de la population effectués dans la commune depuis 1793. Pour les communes de moins de 10 000 habitants, une enquête de recensement portant sur toute la population est réalisée tous les cinq ans, les populations de référence des années intermédiaires étant quant à elles estimées par interpolation ou extrapolation. Pour la commune, le premier recensement exhaustif entrant dans le cadre du nouveau dispositif a été réalisé en 2004.

En 2022, la commune comptait 346 habitants, en évolution de +6,13 % par rapport à 2016 (Hautes-Pyrénées : +1,59 %, France hors Mayotte : +2,11 %).
| 1793 | 1800 | 1806 | 1821 | 1831 | 1836 | 1841 | 1846 | 1851 |
| ---- | ---- | ---- | ---- | ---- | ---- | ---- | ---- | ---- |
| 434  | 475  | 490  | 519  | 563  | 603  | 596  | 633  | 631  |

| 1856 | 1861 | 1866 | 1872 | 1876 | 1881 | 1886 | 1891 | 1896 |
| ---- | ---- | ---- | ---- | ---- | ---- | ---- | ---- | ---- |
| 601  | 586  | 623  | 600  | 556  | 516  | 505  | 441  | 441  |

| 1901 | 1906 | 1911 | 1921 | 1926 | 1931 | 1936 | 1946 | 1954 |
| ---- | ---- | ---- | ---- | ---- | ---- | ---- | ---- | ---- |
| 441  | 405  | 394  | 333  | 327  | 330  | 322  | 353  | 353  |

| 1962 | 1968 | 1975 | 1982 | 1990 | 1999 | 2004 | 2006 | 2009 |
| ---- | ---- | ---- | ---- | ---- | ---- | ---- | ---- | ---- |
| 337  | 393  | 381  | 322  | 311  | 291  | 288  | 288  | 326  |

| 2014 | 2019 | 2022 | - | - | - | - | - | - |
| ---- | ---- | ---- | - | - | - | - | - | - |
| 323  | 337  | 346  | - | - | - | - | - | - |

| selon la population municipale des années : | 1968 | 1975 | 1982 | 1990 | 1999 | 2006 | 2009 | 2013 |
| Rang de la commune dans le département      | 94   | 77   | 87   | 105  | 111  | 122  | 112  | 113  |
| Nombre de communes du département           | 479  | 473  | 473  | 474  | 474  | 474  | 474  | 474  |

### Enseignement
La commune dépend de l'académie de Toulouse. Elle ne dispose plus d'école en 2016.

### Manifestations culturelles et festivités
Chorale,

### Activités sportives

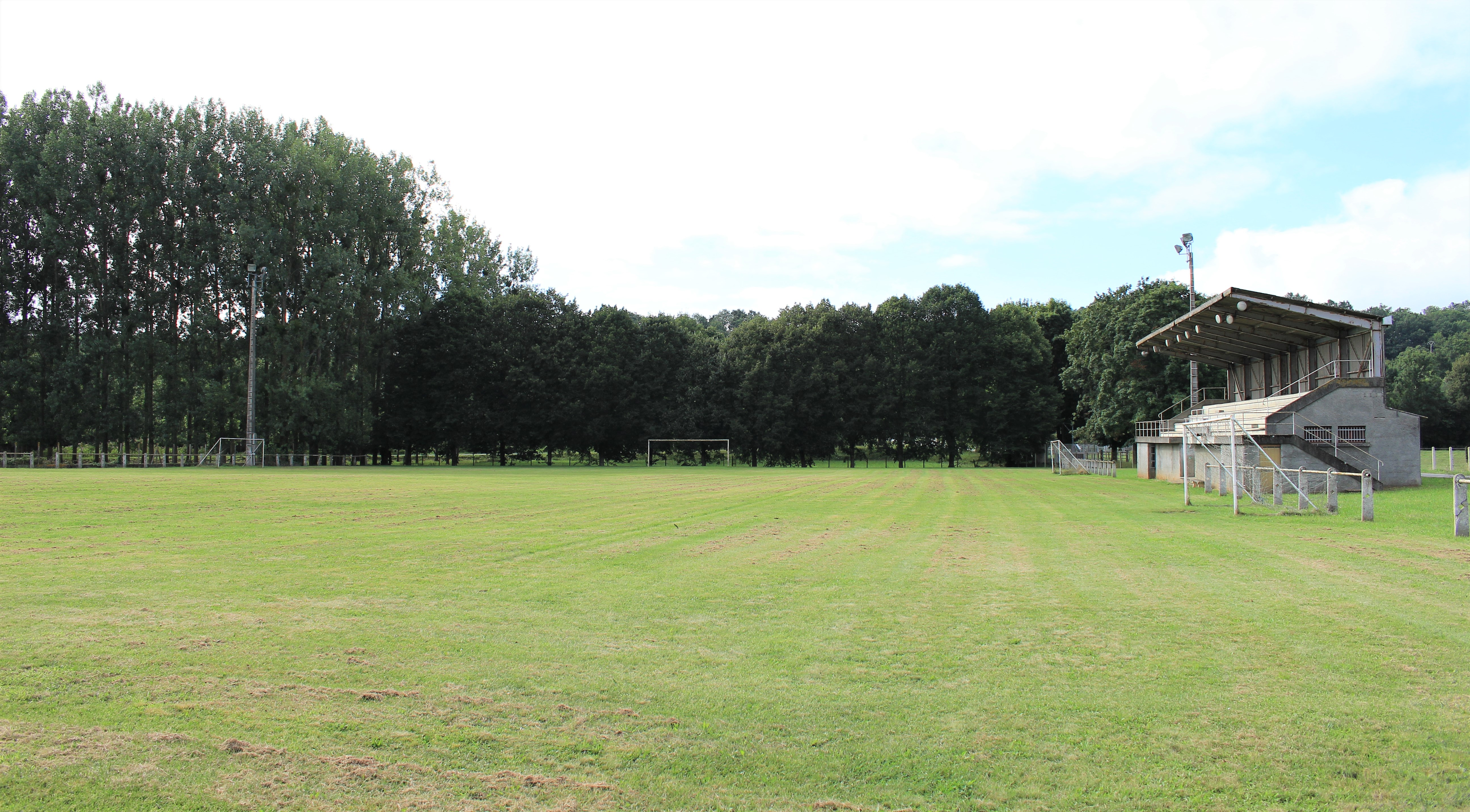
Le stade de football Jean Cazes en 2023.

Rugby à XV, football féminin, randonnées pédestres, chasse, pétanque,

## Économie

### Revenus
En 2018, la commune compte 151 ménages fiscaux, regroupant 323 personnes. La médiane du revenu disponible par unité de consommation est de 22 600 € (20 420 € dans le département).

### Emploi
|                | 2008  | 2013  | 2018   |
| -------------- | ----- | ----- | ------ |
| Commune        | 5,4 % | 9,7 % | 11,4 % |
| Département    | 7,7 % | 9,4 % | 9,8 %  |
| France entière | 8,3 % | 10 %  | 10 %   |

En 2018, la population âgée de 15 à 64 ans s'élève à 164 personnes, parmi lesquelles on compte 77,7 % d'actifs (66,3 % ayant un emploi et 11,4 % de chômeurs) et 22,3 % d'inactifs,. En  2018, le taux de chômage communal (au sens du recensement) des 15-64 ans est supérieur à celui du département et de la France, alors qu'en 2008 la situation était inverse.
La commune fait partie de la couronne de l'aire d'attraction de Saint-Gaudens, du fait qu'au moins 15 % des actifs travaillent dans le pôle,. Elle compte 27 emplois en 2018, contre 29 en 2013 et 28 en 2008. Le nombre d'actifs ayant un emploi résidant dans la commune est de 112, soit un indicateur de concentration d'emploi de 24,1 % et un taux d'activité parmi les 15 ans ou plus de 48,9 %.
Sur ces 112 actifs de 15 ans ou plus ayant un emploi, 12 travaillent dans la commune, soit 11 % des habitants. Pour se rendre au travail, 92,9 % des habitants utilisent un véhicule personnel ou de fonction à quatre roues, 1,8 % les transports en commun, 2,7 % s'y rendent en deux-roues, à vélo ou à pied et 2,7 % n'ont pas besoin de transport (travail au domicile).

## Culture locale et patrimoine

### Lieux et monuments
- Église Saint-Pierre de Mazères-de-Neste.
- Le Lavoir de la mairie.
- Moulin Saint-Paul.
- Monument avec une croix en fer forgé.
- Croix monumentale en pierre avec fontaine, un cœur est gravé sur une face. On peut y lire la date de 1842, date où a été construit ce monument. L'eau sortant de la croix fait allusion à Jésus-Christ donnant une eau vive pour tous, passage décrit dans l'Évangile selon Jean chapitre 4 et verset 14[50],[51],[52].

Sélection de vues diverses
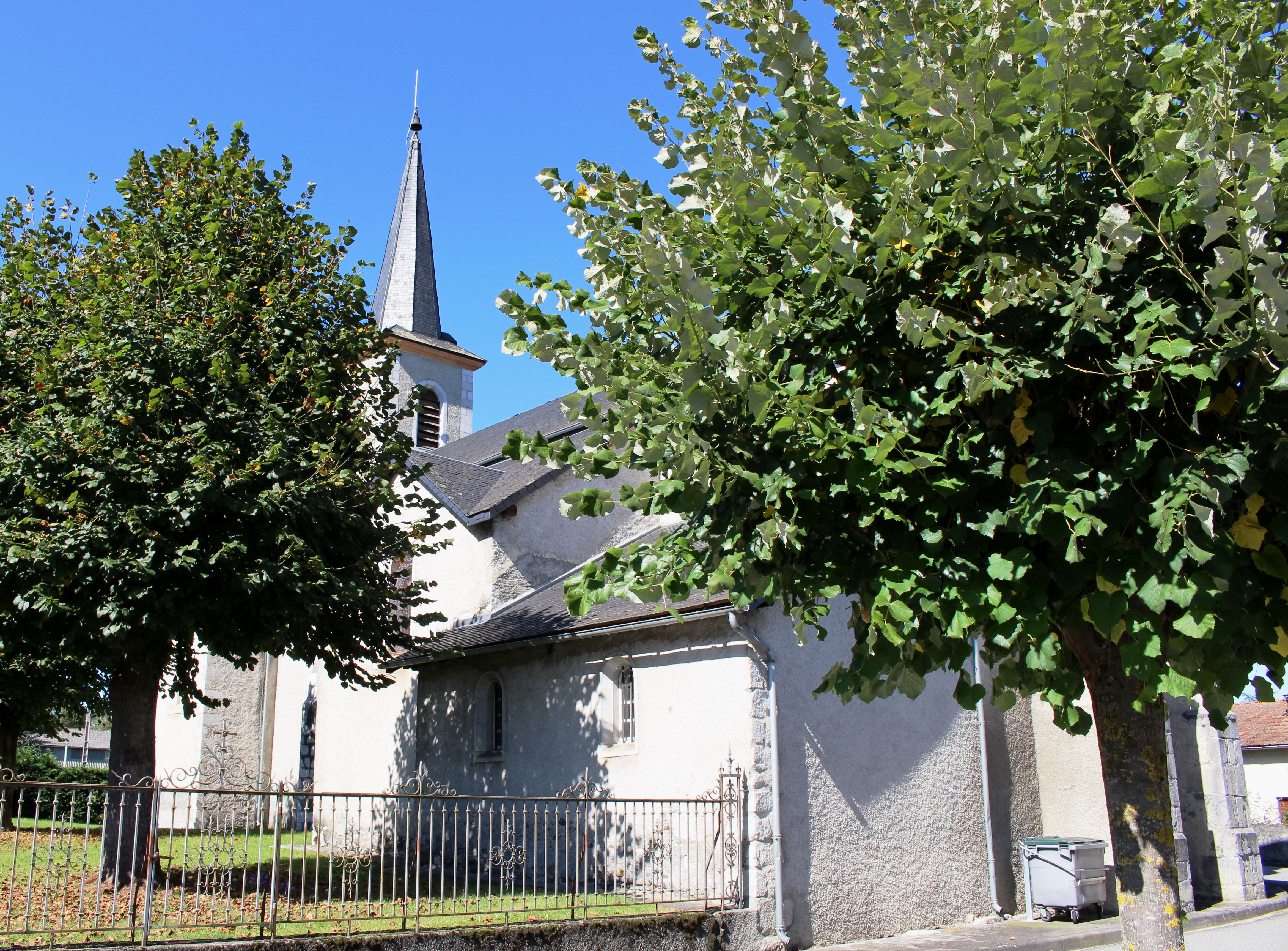
L'église Saint-Pierre.
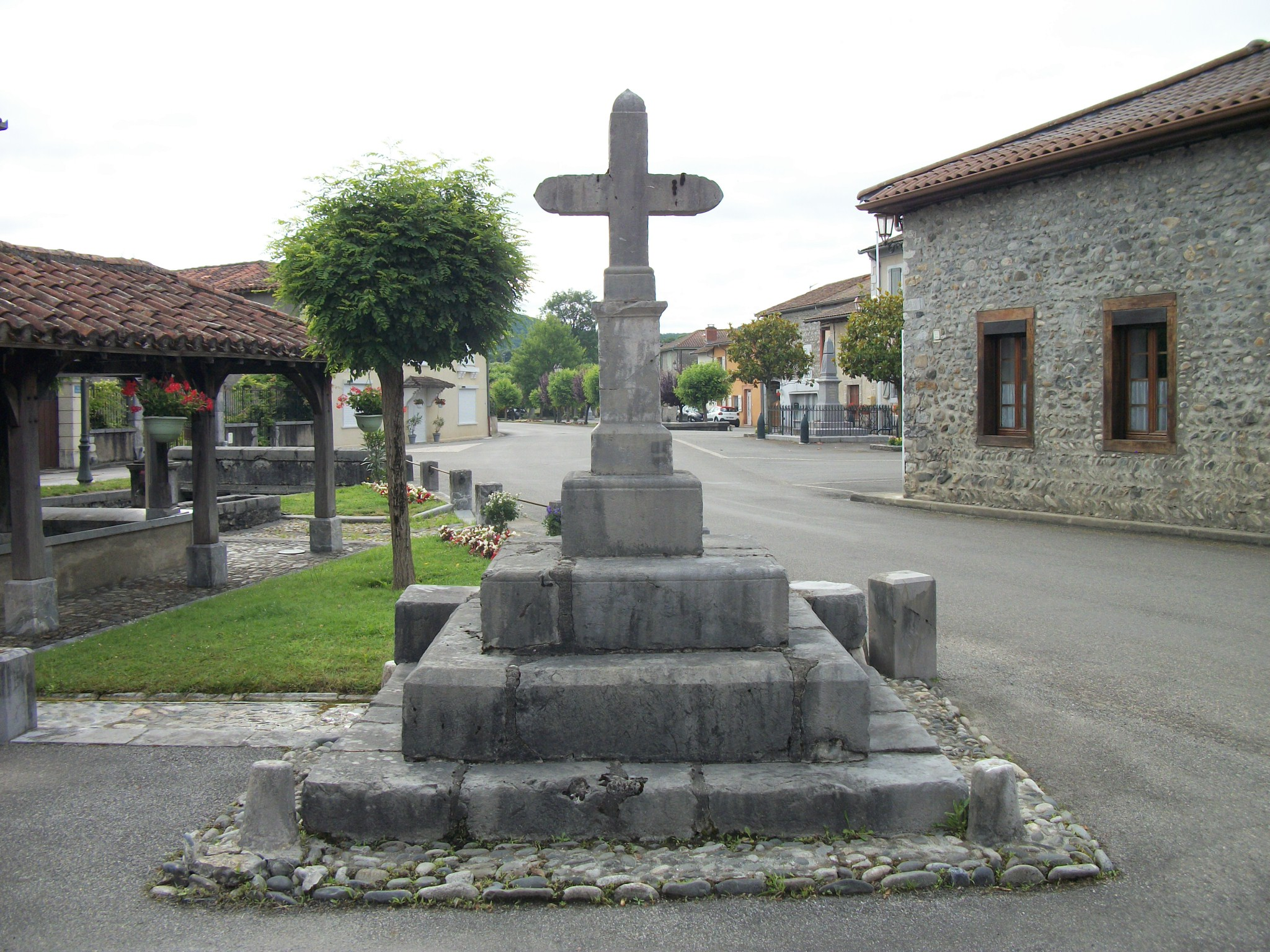
Le monument fontaine en pierre avec une croix. Côté est.
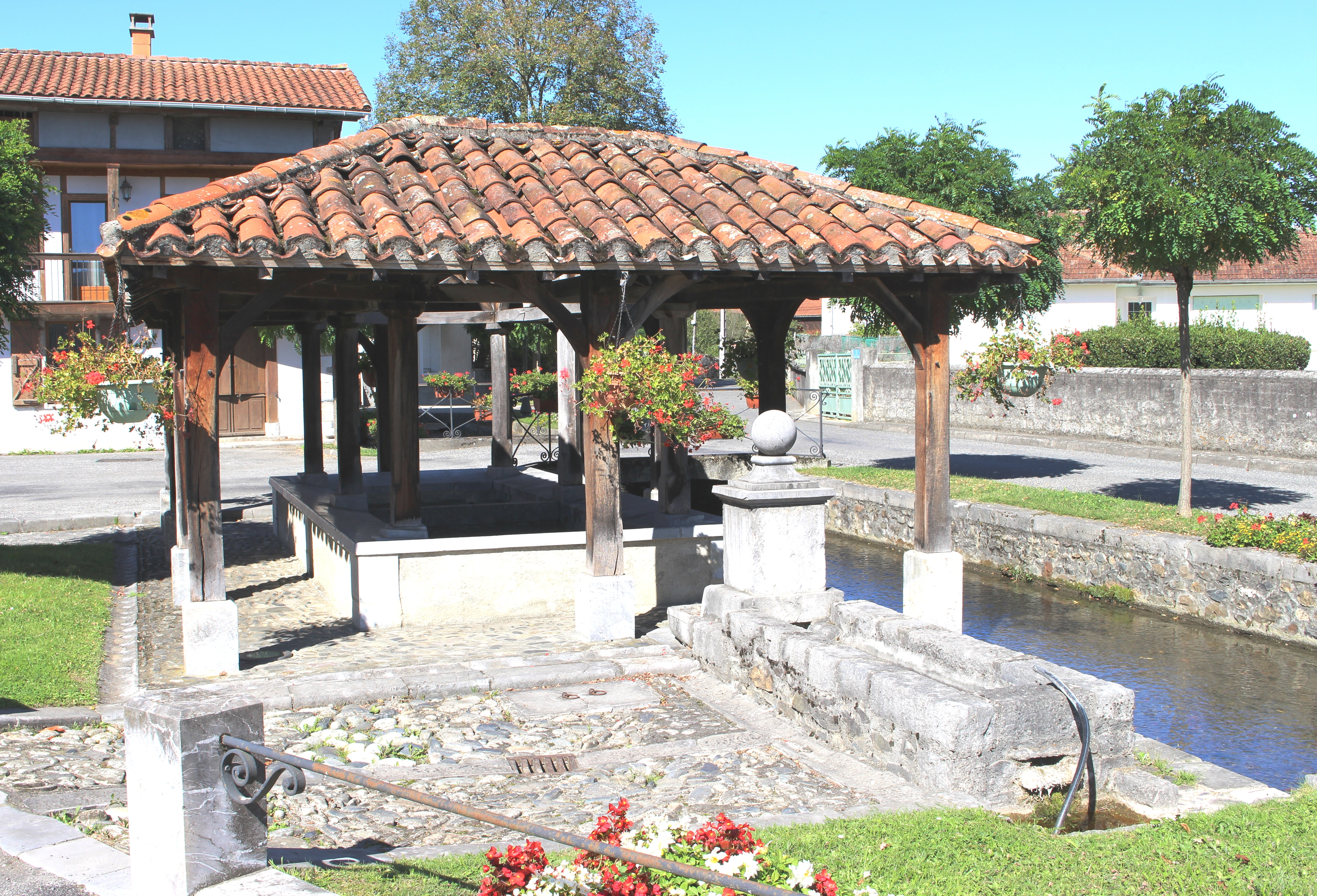
Le lavoir de la mairie.
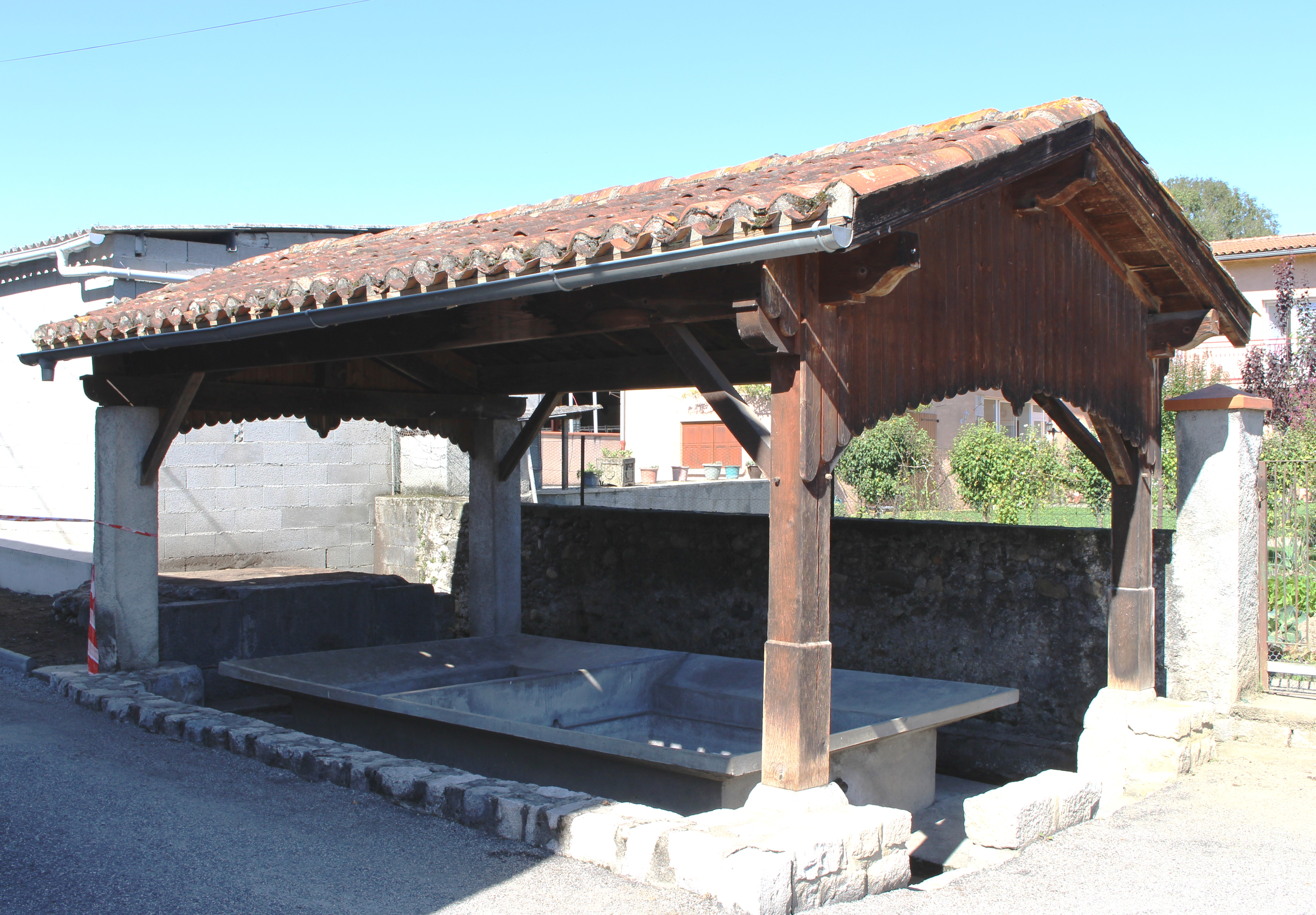
Le lavoir sur la RD 710.
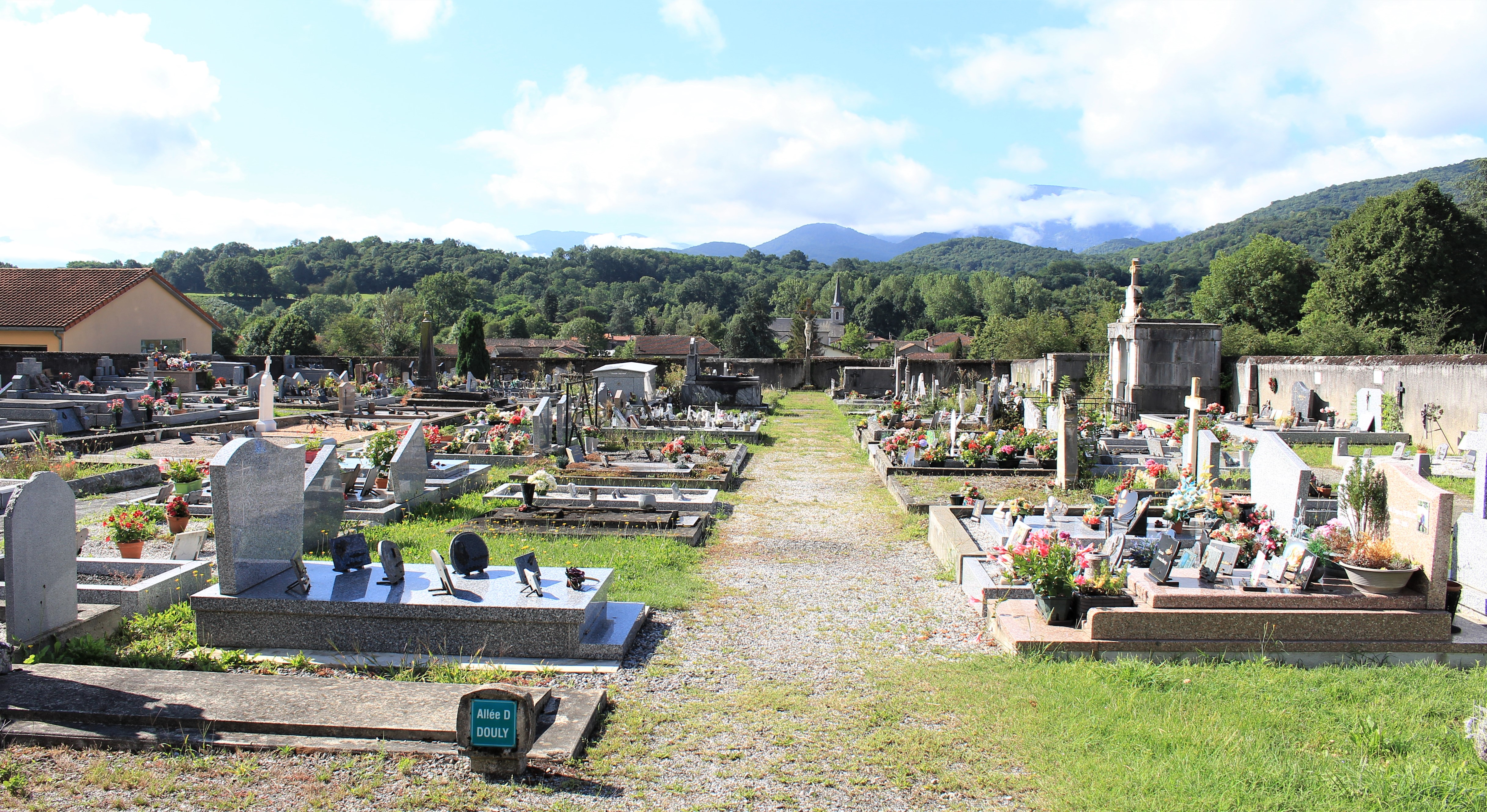
Le cimetière.

### Personnalités liées à la commune
- Josette Durrieu (1937-) : femme politique née à Mazères-de-Neste.

## Voir aussi

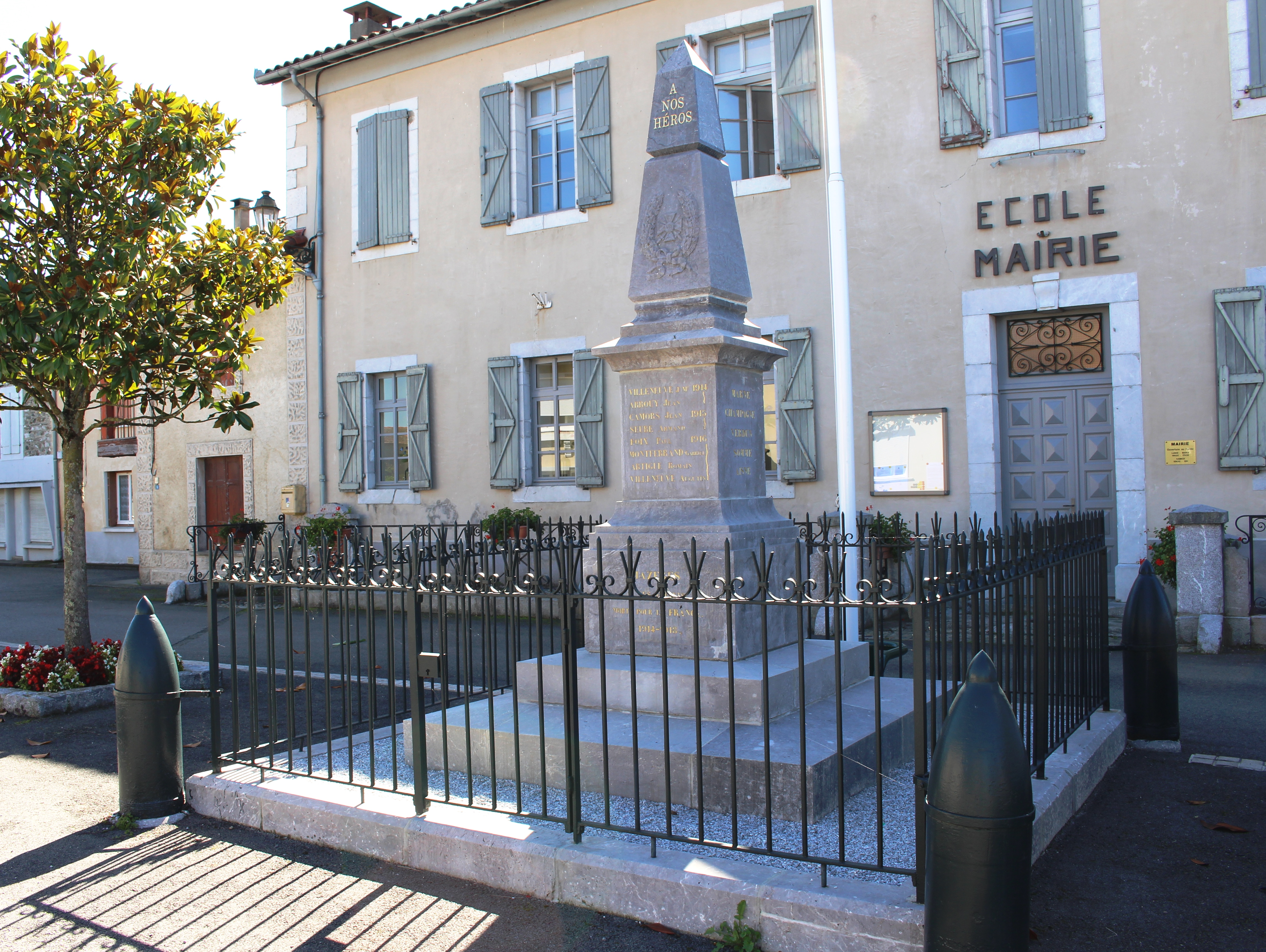
Le monument aux morts municipal.

### Héraldique
| Blason | Blasonnement : Parti : au premier d'argent au lion de gueules, au second d'azur à la fasce ondée de sinople surmontée d'une barrière de trois pièces d'argent ; le tout sommé d'un comble de sinople chargé de six besants d'or. Commentaires : Ce blason est officiel (vérifié auprès de la mairie). * Il y a là non-respect de la règle de contrariété des couleurs : ces armes sont fautives. |